# آگانیش، کبک
آگانیش (به فرانسوی: Aguanish) روستایی ساحلی  در  مجاورت رود آگانیش و خلیج سنت لورنس قرار دارد  . آگانیش قطب ماهیگیری قزل‌آلا و صید خرچنگ خوراکی است. اولین ساکنان آگانیش در از جزایر مگدالن به آگانیش وارد شدند . آگانیش دارای یک پلاژ برهنگی می‌باشد .

## دسترسی
- جاده ژاک کارتیر در شمال خلیج سنت لورنس
- فرودگاه نتشکوئن
- فرودگاه آبی آگانیش